# Кнемис
Кнемѝс или Книмѝс, на гръцки: Κνημίς, по-старо Кнемида, на гръцки: Κνημίδα, е малка планина в южна Фтиотида, Гърция с най-голяма височина 945 m.

## Географска характеристика

### Положение, граници, големина
Разположена е по протежение на югоизточния бряг на Малиакския залив на Бяло море, между планината Калидромо и морския бряг.
При село Аспронери е нос Кнемис, който се вдава в широкия 1 nm Кнемиски проток – стеснение между континента и остров Евбея. Срещу нос Кнемис са разположени конусовидния остров Стронгили и групата островчета Лихадес – място, известно с опасните си плитчини и променливи течения.

### Върхове
Най-висок връх е Айя Параскевѝ (945 m). Други високи върхове са Аѐрас (811 m), Гува̀ли (615 m), Гранѝца (823 m), Да̀сос (790 m), Ку̀кос (838 m), Ливади (788 m), Мавро̀логос (924 m), Мѐцово (581 m), Профитис Илиас (740 m) и Спартя̀с (926 m).

### Геоложки строеж
Изградена е от варовици и офиолити.
През планината в направление ЮИ-СЗ минава тектонски разлом, който подхранва горещи хидросулфидни извори край селата Камена Вурла и Агиос Константинос.

### Селища
В северните поли на планината са селищата Камена Вурла, Аспронери, Агиос Константинос, Лонгос, Като Мелидони, Аркица, а на запад – Ливанате. Във вътрешността на планината е малкото село Кария.

## Туризъм
Най-високият връх Айя Параскевѝ може да бъде изкачен за около 1:30 часа с изходна точка село Кария.